# Terence Crawford
Terence Allan Crawford (født 28. september 1987 i Omaha, Nebraska, USA) er en amerikansk professionel bokser. Han er en verdensmester i tre vægtklasser hvor han har været indehaver af WBO weltervægt-titlen siden juni 2018; tidligere havde han WBO, Ring magazine, og lineal letvægttitlerne fra 2014 til 2015, og samlet WBA (Super), WBC, IBF, WBO, Ring og lineal letweltervægt titlerne mellem 2015 og 2017.
I august 2017, havde Crawford en kort regeringstid som den ubestridte letweltervægtsmester, og var den seneste ubestridte titlindehaver i vægtklassen, siden Kostya Tszyu i 2004. Crawford blev den første mandlige bokser til samtidigt at holde alle fire store verdenstitler i boksning (WBA, WBC, IBF og WBO), efter Jermain Taylor i 2005, og er en af kun fem boksere i historien til at gøre det, med Taylor, Bernard Hopkins, og Cecilia Brækhus før ham og Oleksandr Usyk efter ham.
I oktober 2018, er Crawford rangeret som verdens anden bedste aktive bokser, Pound for pound, af Boksning Writers Association of America og Transnational Boxing Rankings Board og tredje af The Ring, ESPN og BoxRec. Han blev opkaldt Fighter of the Year af Boksning Writers Association of America i 2014 og af ESPN i 2014 og 2017.
Stilmæssigt, er Crawford kendt for sin ekstremt hurtige håndhastighed, slagkraft og defensive færdigheder, samt hans evne til at komfortabelt at skifte fra venstrefod til højrefod.

## Amatørkarriere
Crawford startede til boksning i en alder af syv. Han kæmpede 70 officielle amatørkampe, med kun 12 nederlag. Som en amatør, besejrede han de kommende verdensmestre Mikey Garcia og Danny Garcia. Efter at have vundet tre amatør-turneringer, kort før de Olympiske Lege i 2008, blev han den højest rangerede letvægter i USA. Men nederlag til boksere som Sadam Ali forpurrede hans Olympiske ambitioner.

### Amatørresultater
- 2006 National PAL Mesterskaber, 132 lbs – guldvinder[6]
- 2006 Blue & Gold National Mesterskaber, 132 lbs – guldvinder
- 2007 USA Pan American Games Box-Offs, 132 lbs – guldvinder

## Professionel karriere

### Letvægt

#### Tidlig karriere
Crawford fik sin professionelle debut den 14. marts 2008, hvor han knockoutede Brian Cummings i 1. omgang. Han opbyggede en rekordliste på 19-0 med 15 sejre via knockout mod stort set ubemærkelsesværdig modstand.
Crawford havde sin første bemærkelsesværdige kamp på underkortet på den anden kamp mellem Brandon Rios og Mike Alvarado, mod tidligere WBO letvægtsmester Breidis Prescott. Prescott var oprindeligt planlagt til at møde WBA letwelterweightmesteren Khabib Allakhverdiev, der trak sig på grund af en skadet albue. Det var oprindeligt meningen at Crawford skulle møde danske Robert Osiobe på samme kort, men accepterede tilbuddet for at erstatte Allakhverdiev på tre-dages varsel. Ikke desto mindre udboksede Crawford den hårdtslående colombianer og sikrede sig en sejr enstemmig afgørelse. Crawford modtog en løn på $125,000, mens Prescott, modtog $50.000. Det var første gang, Crawford kæmpede en 10-omganges kamp og hans første kampe på 140 kg. grænsen.